# Hans Wolff (Kreisdirektor)
Hans Wolff (* 19. Dezember 1863 in Magdeburg; † 10. März 1942 in Gießen) war ein deutscher Verwaltungsjurist, zuletzt Kreisdirektor des Kreises Worms.

## Leben
Wolff studierte ab Sommersemester 1884 Rechtswissenschaften in Tübingen und Gießen, wo er Mitglied der Corps Franconia bzw. Teutonia war. 1887 bestand er in Gießen das juristische Fakultätsexamen. Das Referendariat leistete er beim Amtsgericht Gießen und beim Kreisamt in Friedberg sowie bei zwei Gießener Rechtsanwälten ab. Anschließend diente er als Einjährig-Freiwilliger. Im April 1893 bestand er die Staatsprüfung für die Justiz- und Verwaltungslaufbahn. Am 21. Juni 1893 wurde er zum Regierungsassessor beim Kreisamt Gießen ernannt. 1894 war er Amtsanwalt bei den Amtsgerichten Gießen, Jungen und Licht. Anschließend wurde er zur weiteren Vertwendung dem Kreisamt Offenbach überwiesen. 1895 wurde er besoldeter Beigeordneter der Stadt Gießen. Am 1. Mai 1902 kehrte er in den hessischen Staatsdienst zurück und wurde Kreisamtmann beim Kreisamt in Worms. 1905 trat er eine Stelle als Kreisdirektor des Kreises Oppenheim an. 1919 wurde er Kreisdirektor in Worms. 1929 trat er in den Ruhestand und ließ sich wieder in Gießen nieder.